# Circo Massimo (metrostation)

Circo Massimo is een station aan lijnen B en B1 van de metro van Rome dat is geopend op 9 februari 1955. Het station is genoemd naar het Circus Maximus dat vlak ten noorden van het station ligt.

## Geschiedenis
In 1935 stelde de gouverneur van Rome aan de regering voor om een wereldtentoonstelling in Rome te organiseren. De uitgewerkte plannen in 1937 omvatten, behalve de tentoonstelling zelf, ook een metrolijn tussen het centraal station en de wereldtentoonstelling. Deze metrolijn kwam ten zuiden van station Porta San Paolo parallel aan de voorstadslijn Rome-Lido te liggen. Ten noorden van Porta San Paolo werd een ondergronds traject gekozen dat de kortste weg tussen Porta San Paolo en het centraal station volgt. De bouw begon in 1938 waarbij het zuidelijke deel van de tunnel, waar Circo Massimo deel van is, werd aangelegd als openbouwputtunnel vlak onder het straatoppervlak. In 1940 werd de bouw stilgelegd in verband met de Tweede Wereldoorlog. De bouw werd in 1948 hervat en de lijn werd op 9 februari 1955 door president Einaudi geopend. De volgende dag konden de reizigers gebruik maken van de metro.   

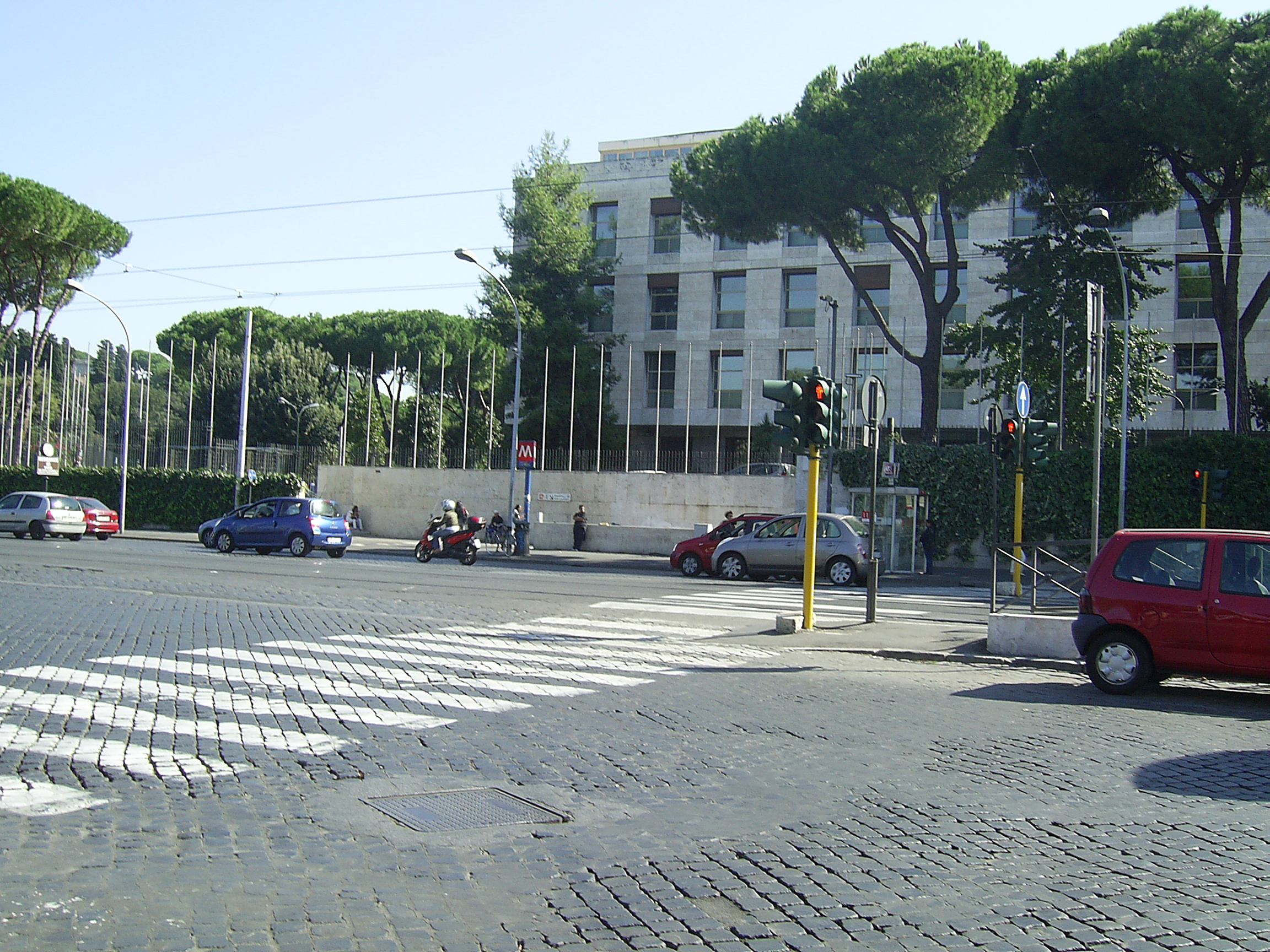
De ingang voor de richting Laurentina voor het FAO gebouw.
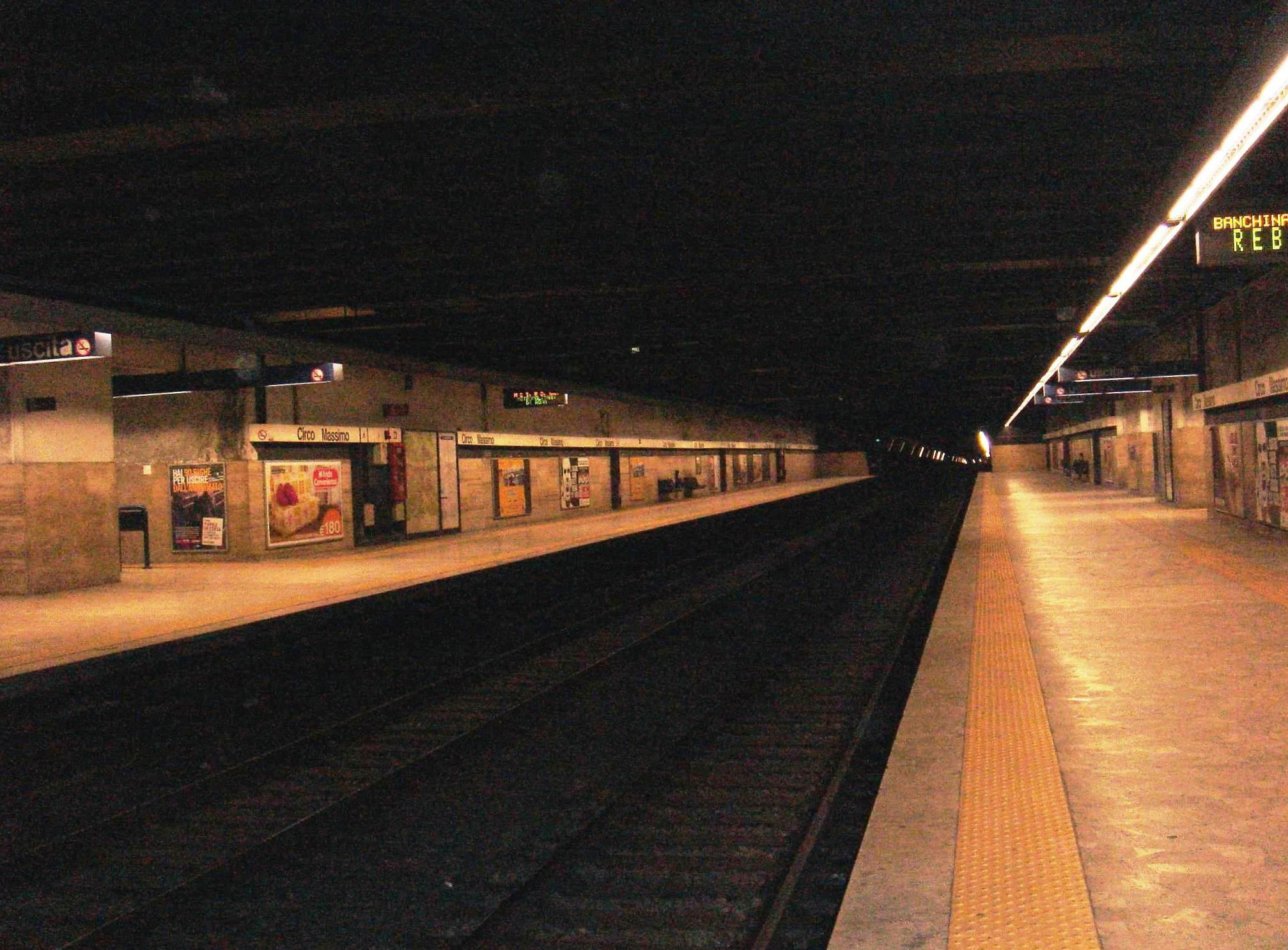
Perrons en sporen in de kuip gezien uit het noorden.
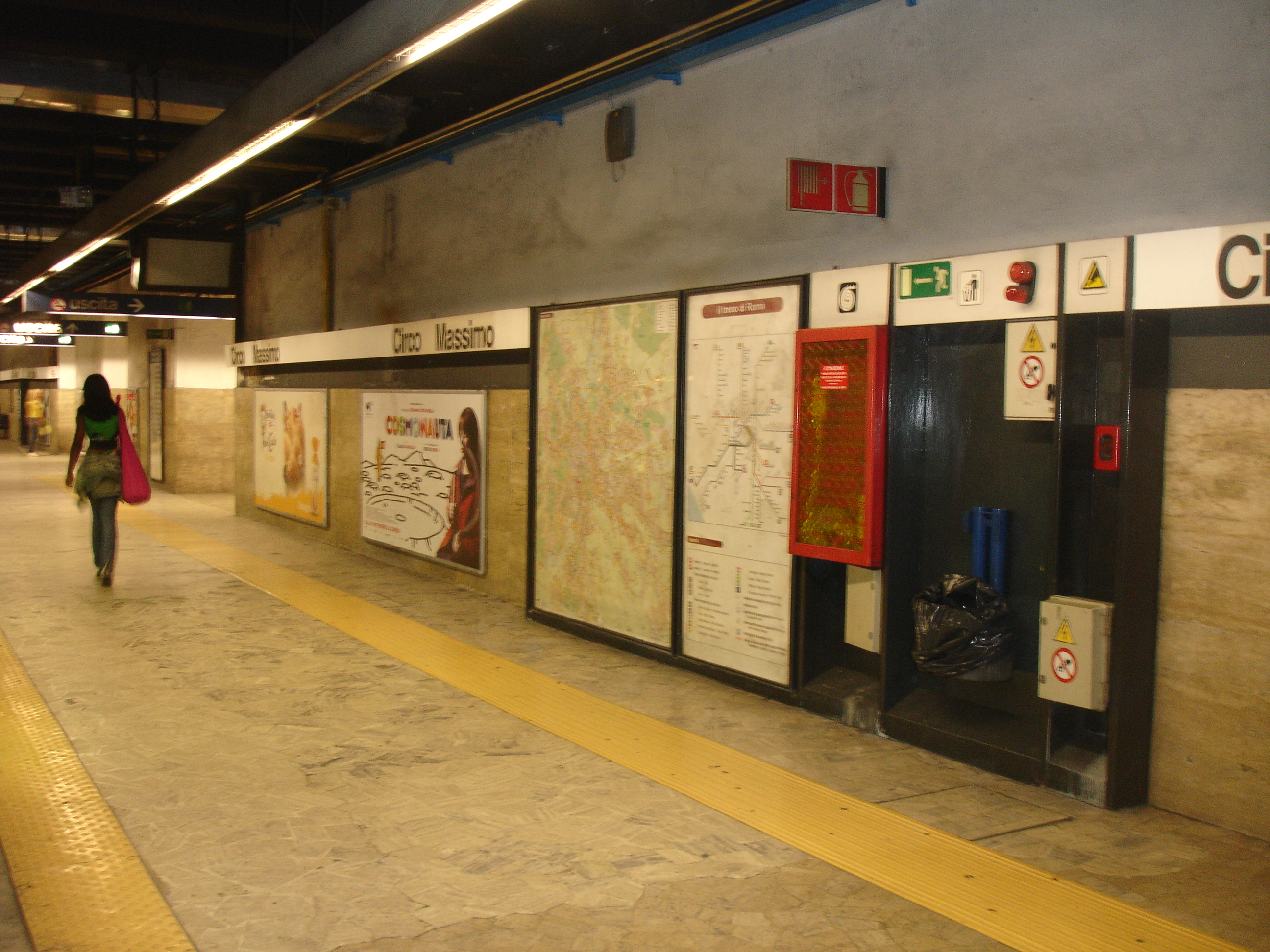
Reclame en informatie langs het perron.

## Ligging en inrichting
Het station ligt onder de Viale Aventino tussen het Circus Maximus aan de noordkant en het Palazzo FAO, het gebouw van het voormalige Italiaanse ministerie van koloniën dat sinds 1951 dienst doet als hoofdkwartier van de Voedsel- en Landbouworganisatie van de Verenigde Naties (FAO), aan de zuidkant. Het is gebouwd in een kuip die aan de bovenzijde is afgedekt met liggers die de bovenliggende Viale Aventino dragen. Door de ligging direct onder het wegdek is er geen ruimte voor een verdeelhal en moeten reizigers al bovengronds kiezen voor de gewenste richting, naar het noorden de trap naast Circus Maximus, naar het zuiden de trap naast het FAO gebouw.   

## Omgeving
- Porta Capena
- Thermen van Caracalla
- Passeggiata Archeologica
- Aventijn
- Via dei Cerchi
- Roseto comunale
- Viale Aventino
- Stadio delle Terme

### Kerken
- Santa Balbina all'Aventino
- Basilica di Santa Sabina
- Santi Alessio e Bonifacio
- Santa Prisca
- San Saba
- San Gregorio al Celio

In het station hangt een mozaïek dat werd ingezonden voor de 'Artemetro Roma'-prijs.